# Tamara Laptoš
Tamara Laptoš (Čakovec, 1970.), hrvatska pravnica koja od završetka pravnog studija u Zagrebu 1994. godine bez prekida radi u Državnom odvjetništvu Republike Hrvatske.
Od 1994. do 1997. godine je državnoodvjetnička vježbenica i potom savjetnica u Općinskom državnom odvjetništvu u Čakovcu, da bi 1997. bila imenovana za zamjenicu Općinskog državnog odvjetnika u istom gradu. U studenom 2005. godine imenovana je Općinskom državnom odvjetnicom u Čakovcu, a od rujna 2007. godine prelazi u Ured za suzbijanje korupcije i organiziranog kriminaliteta (USKOK) - nominalno na funkciji zamjenice Županijskog državnog odvjetnika u Čakovcu s rasporedom u USKOK, gdje je zamjenica ravnatelja (u Državnom odvjetništvu je "zamjenik" službeno zvanje pravosudnog dužnosnika koji u dotičnom tijelu državnog odvjetništva samostalno obavlja posao, s ovlaštenjem da potpisuje tzv. državnoodvjetničke akte, poput optužnica).
Od travnja 2011. god. voditeljica je Odjela tužitelja i prva zamjenica ravnatelja USKOK-a.
Dana 11. travnja 2014. god. prisegnula je na dužnost ravnateljice USKOK-a, kao nasljednica Dinka Cvitana, koji je neposredno prije toga imenovan na dužnost Glavnog državnog odvjetnika Republike Hrvatske.
U javnosti je osobito zapažena kao državna odvjetnica koja zastupa optužbu na suđenju bivšem predsjedniku Vlade RH Ive Sanadera u slučaju gdje je optužen za primanje mita od Hypo banke; zahvaljujući tom slučaju imenovana je 2011. godine na konvenciji Međunarodnog udruženja tužitelja u Seoulu za "tužiteljicu godine". 
Također je bio zapažen angažman Tamare Laptoš kao državne odvjetnice u tzv. aferi "Spice", gdje je jedan od optuženika bio bivši potpredsjednik Vlade RH Damir Polančec.

## Poveznice
- Ured za suzbijanje korupcije i organiziranog kriminaliteta

## Vanjske poveznice
- Internetska stranica Državnog odvjetništva RH